# Авдарма
Авдарма (рум. Avdarma) — село на юге Молдавии в составе автономного территориального образования Гагаузия.

## География
Село расположено в одноимённой долине в 18 км к юго-востоку от города Комрат и в 123 км к югу от Кишинёва. Вблизи села протекает река Авдарма, общей длиной почти 24 км, являющаяся правым притоком реки Лунга (водосборный бассейн реки Ялпуг).

## История
Носит тюркское название. Впервые село Авдарма упоминается в архивных документах в 1563 году. В честь этого в центре села воздвигнута стела, где написана дата основания села и указаны населённые пункты, откуда переселились первые жители. Русский историк А. Скальковский в 1848 г. в книге «Болгарские колонии в Бессарабии и Новороссийском крае» пишет, что топоним Авдарма означает «Бандитское ущелье». Учёный отмечает, что «жители хорошие хозяева… Церковь деревянная 1; домов 86; жителей 93 семьи, из 515 о.п. душ; земли 5700 десятин».
В «Словаре гагаузских географических терминов» И. Дрона отмечено, что топоним Авдарма «по происхождению является ногайским и первоначально, видимо, относилось только к долине, по которой протекает речка». Согласно народным преданиям, подтверждающимся архивными документами, Авдарму образовали переселенцы, первоначально поселившиеся в селении Орак (ныне Леовский район Республики Молдова) в период русско-турецкой войны 1787—1791 гг. В 1820 г. в селе Авдарма проживали 54 семьи, которые переселились из сёл: Горичане и Бежаново (Болгария), Орак (Молдова, Леовский район).
Гагаузский просветитель Михаил Чакир писал в книге «История гагаузов Бессарабии» в 1934 г., что старожил из села Авдарма Николай Касым хранил грамоту, которую дал гагаузам боярин Бальш, в имение которого входило и село Орак: «Оракские гагаузы честные, правдивые, смирные, мастеровые, добродушные, гостеприимные, путников встречают, как родственников, трудолюбивые, миролюбивые, добрые, остерегаются пьянства, скандалов, всякого зла. В сёлах Орак и Чадыр среди гагаузов не было ни воровства, ни грабежа, ни мошенничества».
Вначале село располагалось на урочище Лунга, где протекает речка Лунга. В то время на этой земле жили буджакские татары. Они занимались скотоводством, поэтому они и выбрали эту землю для оседлой жизни. Сегодня эта местность называется «Ёзокай». И сегодня на этом участке есть родник, который называется «Татар чёшмеси» («Татарский родник»). Он имеет два источника: из одного течёт холодная вода, из другого — чуть тёплая. Видно, что они объединены глиняными трубами. Старожилы рассказывают, что татары после русско-турецкой войны спрятали золото, якобы, надеясь когда-нибудь вернуться за ними. Золото никто не нашёл, но в 70-е годы XX в. люди находили там курительные трубки, глиняные черепки. Напротив татарского родника есть возвышенность, на вершине которого растёт большое толстое грушевое дерево, на котором лежит отпечаток прошлого. Старожилы рассказывали, что это дерево видно из села Цыганка, которое находится возле реки Прут. Это дерево в 2003 г. занесено в «Красную книгу» Республики Молдова и охраняется законом. Жители села Авдарма участвовали в Крымской войне 1853—1856 гг., среди них: Иордан Прижилян, Георгий Казмалы, Никола Тумба, Илья Курдоглу, Тодор Цырлак, Руси Кожухарь, Панаит Казмалы (погиб), Михаил Кирица (погиб).
Принимали участие в русско-японской войне 1904—1905 гг., среди них: В. Тумба, Ф. Гаргалык и др. Во время Первой мировой войны 1914—1918 гг. на фронт было призвано более 200 человек, некоторые из них позднее участвовали в революционных событиях, в Гражданской войне. Одним из них был Иван Саранди. Фёдор Трандафилов был матросом на крейсере «Аврора» в 1917 г. В румынский период 1918—1940 гг. учитель Владимир Касым был сподвижником гагаузского просветителя Михаила Чакира. Владимир Касым возглавлял делегацию гагаузов из Буджака, которая прибыла в Кишинёв 8 ноября 1931 г. на 50-летний юбилей пастырской и просветительской деятельности о. Михаила Чакира. В румынский период примаром села был Дмитрий Карамит, учителями работали Попаз Георгий, Казмалы Иванна. В 1940 г. в Бессарабии, в том числе и в селе Авдарма, установилась Советская власть. В Великой Отечественной войне участвовали и жители Авдармы: Д. Гаргалык, П. Гаргалык, Н. Манастырлы, П. Саранди, С. Златов, А. Аврамов, Л. Аврамова, Г. Гаргалык, Е. Давыдова (Капсомун), Д. Тарлев. Во время голодовки 1946—1947 годов умерло более 700 человек.

## Достопримечательности
21 ноября 2011 года в селе  открыт Музей истории села Авдарма. Идея создания музея, финансирование строительства и обеспечение жизнедеятельности осуществлено меценатом Ильей Казмалы. Философию интерьера и дизайн стендов создал историк Игнат Казмалы. Над формированием фондов работали Игнат Казмалы и Федор Мариноглу. Руководство всеми строительными работами  осуществил  Дмитрий Казмалы.
Основу фондов Музея истории села Авдарма составляют оригиналы документов, наград, фотографий, собранные подворно у жителей села Авдарма, обнаруженные в архивах Республики Молдова и за рубежом, научные статьи по истории села, написанные учеными из Молдовы, Румынии, Турции, России, Болгарии, церковный архив Свято-Михайловской церкви села Авдарма  с 1820 года по 1944 год, археологические артефакты, найденные на территории ногайского родника «Tatar çöşmesi», на месте основания селения Авдарма. Самый старый артефакт - монета с тамгой Ногай Хана,  которая чеканилась с 1290 по 1300 гг.
Через призму документов и артефактов фонды Музея раскрывают историю села со дня его основания по сегодняшний день и охватывают периоды проживания ногайцев и болгарских поселенцев - гагаузов в пяти политико-правовых системах: Османская империя, Российская империя, Королевство Румыния, Молдавская ССР в составе Советского Союза и суверенная Республика Молдова.
Фонды музея насчитывают 1174 культурных ценностей.
Музей истории села Авдарма - центр музейного комплекса, в состав которого входят:
·        Памятная стела в честь основания селения Авдарма в 1563 году.
·        Памятные плиты с именами первых болгарских поселенцев-гагаузов (1811 год).
·        Культурно-исторический комплекс ногайский родник «Tatar çöşmesi».
·        Мемориал памяти «Аcı köşesi» («Угол скорби»).
·        Часовня памяти жертв тифа (1941-1945гг.) и голода (1946-1947гг.).
·        Сквер памяти антифашиста Александра Бергера.
·        Фотовыставка в холлах Бизнес-Центра.
·        Постоянно действующая выставка документов  по истории церкви села Авдарма.
·        Памятник служителям Свято-Михайловской церкви за  200-летний период истории.
·        Памятник пономарю Петру Петкову, пожертвовавшему личные средства на строительство первой деревянной церкви в селении Авдарма в 1819 году.
·        Памятник жителям села, сохранившим каменную церковь, построенную в 1863 году,  от разрушения и сохранившим церковный архив в годы запрета от богоборческой Советской власти с 1944 по 1988 годы.
Строительство объектов музейного комплекса  финансировано меценатом  Ильей Казмалы.
Памятная стела, надпись на которой повествует о том, что селение Авдарма основано в 1563 году, а первые колонисты-гагаузы поселились на этой территории в 1811 году, является главной достопримечательностью музейно-парковой зоны. Надписи на стеле повествуют о том, что в Авдарме поселились переселенцы из Южной Добруджи (ныне территория Болгарии) из сел Юч орман (Горичане) и Карамет (Божаново).
У подножия стелы расположены 5  гранитных плит, на которых выгравированы имена первых болгарских переселенцев-гагаузов – 19 семей, 98 взрослых и детей.  Одним из элементов официальных символов села Авдарма – герба и флага, являются 19 золотых звезд с пятью лучами. Эти звезды символизируют 19 гагаузских семей, которые в 1811 году переселились в данную местность и образовали селение Авдарма.
Мемориал памяти односельчан-жертв разных войн, репрессий, тифа и голода торжественно открыт 8 октября 2011 года. Ленту, символизирующую открытие мемориала, разрезали 90-летняя Н. М. Касым, дочь репрессированного в 1947 г. М.Д. Гюмюшлю и 84-летний Н.В.Гаргалык, потерявший в голод родителей. Почетным гостем церемонии стал Чрезвычайный и полномочный посол Республики Болгария в Республике Молдова  Георгий Панайотов.
В результате научно-исследовательских работ, проведенных Музеем истории села Авдарма, установлены 1253 фамилии авдарминцев – жертв разных войн (88 человек), репрессий (10 человек), тифа 1941-1945 гг. (575 человек) и голода 1946-1947 годов – 580 человек. Исследования продолжаются. Среди мраморных плит на Мемориале памяти есть только одна, на которой выгравирована фамилия не жителя села.  Это плита памяти ефрейтора немецкой армии Александра Бергера, выступившего 17 мая 1944 года в селе Авдарма с призывом прекратить войну и сохранить жизни людей. По решению Военного трибунала немецкой армии он был расстрелян в Авдарме 14 июля 1944 года.
Культурно-исторический комплекс ногайский родник  «Tatar çöşmesi» открыт  21 сентября 2013 года в рамках празднования 450-й годовщины со дня основания села.
Воссоздавая историческую цепь поселенцев Авдармы, в реализации Проекта восстановления и открытия родника приняли участие представители татар, ногайцев, гагаузов: архитектор проекта «Tatar çöşmesi»  Халмурадов Бахтияр Маликович-татарин, мастер по фигурной выкладке камня – Абселямов Неждет Перидович - ногаец, помощник мастера Кисяков Константин Константинович – гагауз.
Право разрезать ленту, символизирующую открытие родника, получил ногаец, доктор исторических наук из Карачаево-Черкесской Республики Рамазан Хусинович  Керейтов и гагаузка, Агафья Семеновна Касым, сохранившая и передавшая Музею истории села  украшения ногайских женщин и серебряные монеты, найденные мужем  при колхозных работах у родника.
На территории, прилегающей к роднику, высажено 500 деревьев, построены беседки для отдыха, сцена, устроен маленький пруд, плиткой выложены дорожки.
Ногайский родник на урочище Özakay – Tatar çöşmesi  стал культурно-историческим комплексом. С момента его капитальной реконструкции и открытия в 2013 году здесь ежегодно проводятся культурные и спортивные мероприятия.            Традиционными стали международные соревнования по парашютному спорту на точность приземления. Организаторами соревнований выступила Федерация парашютного спорта Республики Молдова, примария и совет села Авдарма при финансовой поддержке мецената села. На территории, прилежащей к роднику, ежегодно обустраивается  аэродром для совершения взлетов и посадок самолета. На соревнованиях разыгрываются 2 кубка -  «Кубок Авдармы» и  международный – «Кубок Восточной Европы». Участниками соревнований в разные годы стали команды парашютистов из Молдовы, Румынии, Турции, Венгрии, России, Болгарии, Украины, Польши, Греции и США. За годы проведения соревнований  вместе с профессиональными парашютистами на высоту 1500 метров смогли подняться и совершить свой первый парашютный прыжок около 100 молодых авдарминцев.
Часовня, увековечивающая память  жертв голода 1946-1947 годов  и  тифа 1941-1945 годов, освящена 19 октября 2019 года.  Часовня построена на территории кладбища на месте массового захоронения авдарминцев – жертв голода. В мероприятии приняли участие около 500 жителей Авдармы. Панихиду с молитвами об усопших отслужили три священнослужителя - архимандрит Андрей – настоятель женского Монастыря Марфы и Марии, настоятель Свято-Михайловской церкви села Авдарма отец Константин и  настоятель церкви села Кириет-Лунга отец Николай. В  завершение мероприятий ресторанный комплекс «Авдарма» собрал всех за поминальной трапезой.
В 2017 году к празднику Победы в Авдарме открыт сквер, посвященный памяти двух военнослужащих немецкой армии — ефрейтора Александра Бергера, казненного нацистским военным трибуналом  14 июня 1944 года, и неизвестного солдата, погибшего на окраине села. Сквер на месте захоронения ефрейтора вермахта, австрийца по происхождению Александра Бергера, выступившего с призывом прекратить войну и сохранить человеческие жизни, был разбит 6 декабря – в день его рождения. Часть территории в дар мэрии села передала местная жительница Екатерина Думиника. Автор идеи  - основатель Музея истории села Авдарма Игнат Казмалы. На церемонии открытия сквера он отметил, что «согласно положениям Женевской гуманитарной конвенции 1949 года, солдаты Второй мировой войны имеют право на покой. Высшей обязанностью человека на земле является поиск и установка без вести пропавших жертв войны, независимо от их происхождения. По двусторонним межгосударственным соглашениям 46 стран стали называть друг друга уже не врагами, а бывшими противниками».  На  открытии сквера присутствовали члены семей двух сыновей Александра Бергера  - Хельмут и Эгон. Они привезли землю из Австрии, на которой родились и жили их родители, а с собой увезли  землю с места захоронения своего отца, чтобы положить её на могилу матери. В дань памяти безвинно расстрелянного немецкого солдата в 2015 году в Музее истории села Авдарма установлен стенд, озаглавленный фразой из последнего письма Александра Бергера супруге: «Я умираю невиновным!»
Памятник служителям церкви за  200-летний период истории освящен 20 января 2020 года. Он установлен на территории Свято-Михайловской церкви с правой стороны от центрального входа в храм.
На гранитной плите высечены имена 67 человек. Список лиц, служивших в церкви, установлен по архивным документам, находящимся в Музее истории села Авдарма. Разработан и изготовлен памятник украинскими мастерами. Общий вес памятника равен 6,5 тонн гранита. Фундамент и бетонные работы проведены авдарминскими мастерами. Провели чин освящения Памятника и отслужили заупокойную литию в память об усопших протоиерей Константин и дьякон Петр. Настоятель Свято-Михайловского храма села Авдарма протоиерей Константин отметил, что установление такого памятника имеет важное значение для потомков, которым предстоит и далее оберегать место духовной преемственности односельчан.
К юбилейной дате  - 200-летию со дня основания первого храма в селе, Музей истории села Авдарма выпустил буклет «Краткая история Свято-Михайловской церкви села Авдарма. Посвящена 200-летию со дня ее основания. 1819-2019» с фрагментами архивных документов и фотографиями из истории жизни церкви. Буклет (из 20-ти страниц) вышел тиражом 1000 экземпляров и был подарен всем жителям и гостям села, присутствовавшим на праздничном богослужении.
Также подготовлена постоянно действующая выставка архивных документов из фондов Национального Архива Республики Молдова и сохраненного церковного архива за весь период деятельности Свято-Михайловской церкви с 1820 года до ее закрытия в 1944 году. Выставка состоит из 25 стендов. Открыта на территории церкви.